# Neit
Neit je staroegyptská bohyně. Má roli válečné bohyně i bohyně-matky bohů Rea či Sobka. Jako mateřská bohyně bývá někdy i považována za prabohyni, jež stvořila svět. Spojitost má i s posmrtným životem – je jednou ze čtyř bohyň opatrujících čtyři syny Horovy, patrony orgánů zemřelých. Ona ochraňuje Duamutefa, patrona žaludku.
Jedná se o velmi starou bohyni. Jejím nejznámějším kultovním střediskem bylo město Sau, odkud pravděpodobně pochází (existují teorie, že je původně libyjského původu). Ve Staré říši se po ní jmenovaly královny Neithotep, Merneit a Neit. V průběhu dějin byla jaksi zastíněna jinými bohyněmi (Eset, Hathor). Její význam vzrostl během 26. dynastie, kdy se Sau stalo hlavním městem. Řekové si ji spojili s řeckou bohyní Athénou.